# Adoretus hirasawai
Adoretus hirasawai är en skalbaggsart som beskrevs av Kobayashi 1991. Adoretus hirasawai ingår i släktet Adoretus och familjen Rutelidae. Inga underarter finns listade i Catalogue of Life.